# 新伍&紳助のあぶない話
『新伍&紳助のあぶない話』（しんごとしんすけのあぶないはなし、「&」の部分は「と」と読む）は、1990年10月7日から1996年6月30日までフジテレビ系列で放送された関西テレビ制作のトーク番組である。全283回。開始当初は日曜22:30 - 23:00、1992年10月以降は日曜22:00 - 22:30に放送。

## 概要
金鳥（KINCHO）こと大日本除虫菊一社提供番組で、前番組『たけしのここだけの話』と同じく『KINCHOおもしろ倶楽部』枠で放送されていた。『たけしのここだけの話』はスタジオに観客を招き入れていなかったが、本番組で『スターご勝手対談』以来の公開収録が再開された。
本番組の司会は山城新伍と島田紳助で、毎回ゲストを迎えてトークを展開していた。ゲストは「どうしてもここでは暴露できない」話の際に行使できる「黙秘権」を3回まで与えられていた。番組後半にはゲストに関連した、本人にとって触れられたくないであろう物や人物を用意し、それにまつわるエピソードを聞く「BAKUDANタイム」があった。番組のラストでは、次回に登場するゲストが意気込みを語るシーンが加えられた。また、毎年最後の放送では、山城と紳助がゲストと化す企画を実施していた。この企画回では山口美江が司会を務め、この年の放送に対する山城と紳助の行動を聞いていた。この回においては「黙秘権」は一切使えなかった。なお、当時の収録では極楽とんぼが若手時代に前説を担当していた時期があった。
1992年ごろまでは関西での視聴率が30%を超える回もあったが、1995年4月ごろから視聴率が低迷し始め、1996年6月30日放送分をもって終了。6年間の放送を終了した。

## タイトルBGM
- 1990年10月 - 1991年3月：不明
- 1991年4月 - 1994年3月：鷺巣詩郎「どうしてそうなの?」（イントロ&コーダ部分のみ、『ふしぎの海のナディア』より）
- 1994年4月 - 1995年12月：鷺巣詩郎「愛の3人組」（アウトロ部分のみ、『ふしぎの海のナディア』より）
- 1996年1月 - 6月：不明

## エンディングテーマ
- LADY BLUE （久松史奈）
- 毎日がバレンタイン（久野かおり）
- Miami Dream 〜Don's be shy〜（中原めいこ）
- ペールイエローの2CV （FACE TWO FACE）
- きっとできない じっとしない（米倉利紀）
- 女はやっぱり大好きだ（内田忍）
- 男と女でいたい夜（鹿賀丈史）
- 傷痕（森川美穂）
- Love Popsy Love （いしだ壱成）
- Rose Bud （中森明菜）
- キスの意味（くま井ゆう子）
- Fly for Me （Be-B）
- あふれる気持ち（小池映）
- NEWSな恋（Marvelars）

## スタッフ
- ナレーター：柿沼紫乃
- 企画：広田明 → 藤原剛（共にKTV）
- 構成：松井尚、川崎良
- 技術：高木敏文
- カメラ：木下秀夫、栄倉正美
- VE：金野勝
- VTR：鈴木隆
- 音声：渋谷公輝、高橋裕
- 照明：水野二夫、小林高幸
- 美術：テレフィット（鈴鹿博 → 広津憲久）
- CG：C・STAFF
- 編集：本間貢、本間次郎
- MA：ビームテレビセンター（大江善保・石沢英雄）→ ヴィジュアルベイ（宇野雅史・境 涼子・高橋とみ江）
- 音響効果：有馬克己（東京サウンド企画 → ジャイロ 現在：スカイウォーカー）
- TK：伊藤篤美
- 広報：横山閲治郎 → 池尾徳 → 渡辺真沙子（全員KTV）
- AP：日向野 明
- AD：鈴木 守
- ディレクター：中嶋勉
- ディレクター → プロデューサー：小柴優
- 演出：永田公春（KTV）
- プロデューサー：長嶋一郎 → 大平雄司（KTV）、寺本俊司、野上久明、栗林堅太郎
- 技術協力：タワーテレビ、照明技術
- スタジオ：渋谷ビデオスタジオ → TMC レモンスタジオ
- 企画協力：沢井プロダクション、吉本興業
- 制作協力：NCV
- 制作著作：関西テレビ

## ネット局
山形テレビなど一部ネット局は遅れネットだった。それらの局は金鳥のスポンサードネットの対象ではないため、オープニングの「KINCHOおもしろ倶楽部」のテロップを差し替えた局もある。
| 放送対象地域  | 放送局             | 系列                                         | 備考              |
| ------------- | ------------------ | -------------------------------------------- | ----------------- |
| 近畿広域圏    | 関西テレビ         | フジテレビ系列                               | 制作局            |
| 関東広域圏    | フジテレビ         | フジテレビ系列                               |                   |
| 北海道        | 北海道文化放送     | フジテレビ系列                               |                   |
| 青森県        | 青森テレビ         | TBS系列                                      |                   |
| 岩手県        | 岩手めんこいテレビ | フジテレビ系列                               | 1991年4月開局から |
| 宮城県        | 仙台放送           | フジテレビ系列                               |                   |
| 秋田県        | 秋田テレビ         | フジテレビ系列                               |                   |
| 山形県        | 山形テレビ         | テレビ朝日系列                               | 1993年3月30日まで |
| 福島県        | 福島テレビ         | フジテレビ系列                               |                   |
| 新潟県        | 新潟総合テレビ     | フジテレビ系列                               |                   |
| 長野県        | 長野放送           | フジテレビ系列                               |                   |
| 静岡県        | テレビ静岡         | フジテレビ系列                               |                   |
| 富山県        | 富山テレビ         | フジテレビ系列                               |                   |
| 石川県        | 石川テレビ         | フジテレビ系列                               |                   |
| 福井県        | 福井テレビ         | フジテレビ系列                               |                   |
| 中京広域圏    | 東海テレビ         | フジテレビ系列                               |                   |
| 島根県 鳥取県 | 山陰中央テレビ     | フジテレビ系列                               |                   |
| 広島県        | テレビ新広島       | フジテレビ系列                               |                   |
| 山口県        | テレビ山口         | TBS系列                                      | 1992年3月打ち切り |
| 山口県        | 山口放送           | 日本テレビ系列                               | 1995年から        |
| 岡山県 香川県 | 岡山放送           | フジテレビ系列                               |                   |
| 愛媛県        | テレビ愛媛         | フジテレビ系列                               |                   |
| 福岡県        | テレビ西日本       | フジテレビ系列                               |                   |
| 佐賀県        | サガテレビ         | フジテレビ系列                               |                   |
| 長崎県        | テレビ長崎         | フジテレビ系列                               |                   |
| 熊本県        | テレビくまもと     | フジテレビ系列                               |                   |
| 大分県        | テレビ大分         | 日本テレビ系列 フジテレビ系列                | [ 6 ]             |
| 宮崎県        | テレビ宮崎         | フジテレビ系列 日本テレビ系列 テレビ朝日系列 |                   |
| 鹿児島県      | 南日本放送         | TBS系列                                      | 1992年9月まで     |
| 鹿児島県      | 鹿児島テレビ       | フジテレビ系列                               | 1992年10月から    |
| 沖縄県        | 沖縄テレビ         | フジテレビ系列                               | [ 9 ]             |